# Teorema di Earnshaw
Il teorema di Earnshaw afferma che una collezione di cariche puntiformi non può essere mantenuta in una configurazione di equilibrio stabile dalla sola interazione elettrostatica delle cariche. Questo risultato fu dimostrato per la prima volta dal matematico inglese Samuel Earnshaw nel 1842. Malgrado venga solitamente riferito a campi magnetici, esso faceva in origine riferimento a campi elettrostatici. Il teorema si applica alle forze classiche caratterizzate dalla legge del "quadrato dell'inverso della distanza" (elettrica e gravitazionale) e anche alle forze magnetiche dei magneti permanenti e dei materiali paramagnetici, o di loro combinazioni (ma non ai materiali diamagnetici).

## Spiegazione
Informalmente, il caso di una carica puntiforme in un arbitrario campo elettrostatico è una semplice conseguenza della legge di Gauss. Affinché una particella si trovi in equilibrio stabile, piccole perturbazioni ("spinte") sulla particella verso qualunque direzione non dovrebbero rompere tale equilibrio; la particella dovrebbe sempre "ricadere" nella sua posizione precedente. Ciò significa che le linee del campo di forza attorno alla posizione di equilibrio della particella dovrebbero puntare tutte verso l'interno, ossia verso tale posizione. Se tutte le linee di campo circostanti puntano verso il punto di equilibrio, allora la divergenza del campo in quel particolare punto deve essere negativa (ossia, quel punto agisce da "pozzo"). D'altronde, la legge di Gauss stabilisce che in uno spazio vuoto qualunque campo di forza elettrica {\displaystyle \mathbf {F} (\mathbf {r} )} derivante da un potenziale {\displaystyle U(\mathbf {r} )} sia indivergente, ovvero che la sua divergenza sia zero in ogni punto:
{\displaystyle \nabla \cdot \mathbf {F} =\nabla \cdot (-\nabla U)=-\nabla ^{2}U=0.}
Pertanto, non possono esistere minimi o massimi locali nel potenziale di campo in uno spazio vuoto, ma solo punti di sella. Un equilibrio stabile della particella non può esistere, e deve esserci instabilità in almeno una direzione.
Per essere del tutto rigorosi, in senso stretto, l'esistenza di un punto stabile non richiede che tutti i vettori forza circostanti puntino esattamente verso il punto di equilibrio; i vettori forza potrebbero avvicinarsi a spirale verso tale punto, ad esempio. Un modo per trattare questo fatto è ricordare che, oltre alla divergenza, anche il rotore di ogni campo di forza elettrica nel vuoto è nullo (si noti che questo è più o meno equivalente alla conservazione dell'energia).
Questo teorema asserisce anche che non esiste nessuna possibile configurazione statica di ferromagneti in grado di far levitare stabilmente un oggetto contro la gravità, nemmeno quando le forze magnetiche siano più forti di quelle gravitazionali.
Il teorema di Earnshaw è stato dimostrato anche nel caso di corpi estesi, e questo vale anche qualora essi siano flessibili e conduttori, purché essi non siano diamagnetici, in quanto il diamagnetismo provoca una (piccola) forza repulsiva, ma nessuna attrazione.
Ci sono, ad ogni modo, diverse eccezioni alle assunzioni di tale teorema, le quali permettono la levitazione magnetica.

## Scappatoie
Il teorema di Earnshaw non presenta eccezioni per ferromagneti permanenti immobili. Tuttavia, ferromagneti in movimento, alcuni sistemi elettromagnetici, la pseudo-levitazione e i materiali diamagnetici rappresentano aree su cui il teorema di Earnshaw non si applica, e perciò possono essere viste come eccezioni, benché in realtà esse sfruttino le limitazioni del teorema.
Ferromagneti in rotazione (come il Levitron) possono causare levitazione grazie soltanto a ferromagneti permanenti. Questi sono ovviamente ferromagneti in movimento, e non immobili, come richiesto dal teorema.
Invertire la polarità di elettromagneti permette di mantenere un sistema in levitazione attraverso un continuo dispendio di energia. Un esempio di questo sono i treni a levitazione magnetica (o maglev).
La pseudo-levitazione limita il movimento dei magneti, solitamente per mezzo di alcuni tipi di guide o vincoli. Questo funziona perché il teorema evidenzia soltanto che c'è qualche direzione in cui vi sarà instabilità: limitare i movimenti in quella particolare direzione permette la levitazione in meno delle tre direzioni consentite per il movimento (si noti che il teorema è dimostrato nelle tre dimensioni, non in due o in una).
I materiali diamagnetici sono esclusi dal teorema perché esibiscono solo repulsione nei confronti del campo magnetico, mentre il teorema contempla materiali che manifestano sia repulsione sia attrazione. Un divertente esempio di questo è quello della rana che levita (vedi alla voce levitazione magnetica).

## Conseguenze fisiche
Il teorema di Earnshaw, unitamente al fatto che configurazioni di particelle cariche orbitanti l'una attorno all'altra sono altrettanto instabili a causa della radiazione elettromagnetica, indica che persino i sistemi dinamici di cariche sono instabili, a lungo termine. Questo portò per lungo tempo a domandarsi perché la materia non si disgreghi, dato che era stato provato che essa è tenuta insieme da forze elettromagnetiche.
Questi interrogativi portarono infine alle spiegazioni quantomeccaniche della struttura atomica, e risultò che è il principio di esclusione di Pauli a mantenere la materia in una forma stabile.

## Dimostrazioni per dipoli magnetici

### Introduzione
Benché esista una dimostrazione più generale, vengono qui considerati tre casi specifici. Il primo caso è quello di un dipolo magnetico di intensità costante e orientazione fissa. Il secondo e il terzo caso riguardano invece dipoli magnetici dove l'orientazione cambia per rimanere allineata o parallelamente o antiparallelamente alle linee di campo del campo esterno. Nei materiali paramagnetici e diamagnetici i dipoli sono allineati, rispettivamente, parallelamente e antiparallelamente alle linee di campo.

### Premessa
Le prove qui considerate si basano sui seguenti principî.
L'energia {\displaystyle U} di un dipolo magnetico con un momento magnetico {\displaystyle \mathbf {M} } in un campo magnetico esterno {\displaystyle \mathbf {B} } è data da
{\displaystyle U=-\mathbf {M} \cdot \mathbf {B} =-(M_{x}B_{x}+M_{y}B_{y}+M_{z}B_{z}).}
Il dipolo leviterà in maniera stabile solamente in punti dove l'energia è minima. L'energia può presentare minimi solo in punti dove il laplaciano dell'energia è maggiore di zero; ossia, dove
{\displaystyle \nabla ^{2}U={\partial ^{2}U \over \partial x^{2}}+{\partial ^{2}U \over \partial y^{2}}+{\partial ^{2}U \over \partial z^{2}}>0.}
Infine, poiché sia la divergenza sia il rotore di un campo magnetico sono zero (in assenza di una corrente o di un campo elettrico variabile), i laplaciani delle singole componenti di un campo magnetico sono zero; ossia,
{\displaystyle \nabla ^{2}B_{x}=0,\nabla ^{2}B_{y}=0,\nabla ^{2}B_{z}=0.}
Questo verrà dimostrato alla fine dell'articolo, poiché è centrale per capire l'intera dimostrazione.

### Sommario delle dimostrazioni
Per un dipolo magnetico di orientazione fissa (e intensità costante), l'energia sarà data da
{\displaystyle U=-\mathbf {M} \cdot \mathbf {B} =-(M_{x}B_{x}+M_{y}B_{y}+M_{z}B_{z}),}
dove {\displaystyle \scriptstyle M_{x}}, {\displaystyle \scriptstyle M_{y}} e {\displaystyle \scriptstyle M_{z}} sono costanti. In questo caso il laplaciano dell'energia è sempre zero:
{\displaystyle \nabla ^{2}U=0,}
cosicché il dipolo non può avere né un minimo né un massimo di energia. Ossia, non vi sono punti nel vuoto in cui il dipolo possa essere stabile, o instabile, in tutte le direzioni.
Dipoli magnetici allineati parallelamente o antiparallelamente a un campo esterno, con l'intensità del dipolo proporzionale al campo esterno, corrispondono a materiali rispettivamente paramagnetici e diamagnetici. In questi casi l'energia sarà data da
{\displaystyle U=-\mathbf {M} \cdot \mathbf {B} =-k\mathbf {B} \cdot \mathbf {B} =-k(B_{x}^{2}+B_{y}^{2}+B_{z}^{2}),}
dove k è una costante maggiore di zero per i materiali paramagnetici, e minore di zero per quelli diamagnetici.
In questo caso, si dimostrerà che 
{\displaystyle \nabla ^{2}(B_{x}^{2}+B_{y}^{2}+B_{z}^{2})\geq 0,}
il che, assieme alla costante k, mostra che i materiali paramagnetici possono avere massimi di energia, ma non minimi, mentre i materiali diamagnetici possono avere minimi di energia, ma non massimi. Questo significa che i materiali paramagnetici possono essere instabili (ma non stabili) in tutte le direzioni, mentre i materiali diamagnetici possono essere stabili (ma non instabili) in tutte le direzioni. Ovviamente, entrambi possono avere punti di sella. 
Infine, il dipolo magnetico di un materiale ferromagnetico (un magnete permanente), allineato parallelamente o antiparallelamente a un campo magnetico, è dato da
{\displaystyle \mathbf {M} =k{\mathbf {B}  \over |\mathbf {B} |},}
e la sua energia è pertanto
{\displaystyle U=-\mathbf {M} \cdot \mathbf {B} =-k{{\mathbf {B} \cdot \mathbf {B} } \over |\mathbf {B} |}=-k{|\mathbf {B} |^{2} \over |\mathbf {B} |}=-k(B_{x}^{2}+B_{y}^{2}+B_{z}^{2})^{1 \over 2};}
ma questo è semplicemente la radice quadrata dell'energia per il caso paramagnetico e diamagnetico sopra visti e, dato che la funzione radice quadrata è monotona crescente, qualunque minimo o massimo nel caso paramagnetico e diamagnetico saranno un minimo o un massimo anche in questo caso.
Non esistono, tuttavia, configurazioni note di ferromagneti in grado di dare levitazione stabile, perciò potrebbero esserci altre ragioni (che non verranno discusse qui) perché non sia possibile mantenere magneti permanenti in orientazione (anti) parallela a un campo esterno (almeno, non senza farli roteare).

### Dimostrazione dettagliata
Il teorema di Earnshaw fu originariamente formulato per l'elettrostatica (cariche puntiformi) per dimostrare che non esistono configurazioni stabili di una collezione di particelle cariche. Le dimostrazioni sopra presentate per singoli dipoli si dovrebbero poter generalizzare a collezioni di dipoli magnetici, perché sono formulate in termini di energia, che è additiva. Un trattamento rigoroso di questo argomento, ad ogni modo, trascende lo scopo di questo articolo.

#### Prima dimostrazione: Dipolo magnetico a orientazione fissa
Verrà dimostrato che, in tutti i punti di uno spazio vuoto,
{\displaystyle \nabla \cdot (\nabla U)=\nabla ^{2}U={\partial ^{2}U \over {\partial x}^{2}}+{\partial ^{2}U \over {\partial y}^{2}}+{\partial ^{2}U \over {\partial z}^{2}}=0.}
L'energia {\displaystyle U} del dipolo magnetico {\displaystyle \mathbf {M} } nel campo magnetico esterno {\displaystyle \mathbf {B} } è data da 
{\displaystyle U=-\mathbf {M} \cdot \mathbf {B} =-(M_{x}B_{x}+M_{y}B_{y}+M_{z}B_{z}).}
Il suo laplaciano sarà
{\displaystyle {\begin{aligned}\nabla ^{2}U=-{\bigg [}&{\frac {\partial ^{2}(M_{x}B_{x}+M_{y}B_{y}+M_{z}B_{z})}{\partial x^{2}}}+{\frac {\partial ^{2}(M_{x}B_{x}+M_{y}B_{y}+M_{z}B_{z})}{\partial y^{2}}}+\\+\,&{\frac {\partial ^{2}(M_{x}B_{x}+M_{y}B_{y}+M_{z}B_{z})}{\partial z^{2}}}{\bigg ]}\end{aligned}}}
Espandendo e riarrangiando i termini (e notando che il dipolo {\displaystyle \mathbf {M} } è costante), otteniamo
{\displaystyle {\begin{aligned}\nabla ^{2}U=-{\bigg [}&M_{x}\left({\frac {\partial ^{2}B_{x}}{\partial x^{2}}}+{\frac {\partial ^{2}B_{x}}{\partial y^{2}}}+{\frac {\partial ^{2}B_{x}}{\partial z^{2}}}\right)+M_{y}\left({\frac {\partial ^{2}B_{y}}{\partial x^{2}}}+{\frac {\partial ^{2}B_{y}}{\partial y^{2}}}+{\frac {\partial ^{2}B_{y}}{\partial z^{2}}}\right)+\\&M_{z}\left({\frac {\partial ^{2}B_{z}}{\partial x^{2}}}+{\frac {\partial ^{2}B_{z}}{\partial y^{2}}}+{\frac {\partial ^{2}B_{z}}{\partial z^{2}}}\right){\bigg ]}=\\=-&(M_{x}\nabla ^{2}B_{x}+M_{y}\nabla ^{2}B_{y}+M_{z}\nabla ^{2}B_{z})\end{aligned}}}
ma i laplaciani delle singole componenti di un campo magnetico sono nulli nel vuoto (non considerando la radiazione elettromagnetica), perciò
{\displaystyle \nabla ^{2}U=-(M_{x}0+M_{y}0+M_{z}0)=0,}
il che completa la dimostrazione.

#### Seconda e terza dimostrazione: Dipolo magnetico allineato alle linee di campo esterno
Verrà per prima cosa considerato il caso di un dipolo paramagnetico o diamagnetico. L'energia è data da
{\displaystyle U=-k|\mathbf {B} |^{2}=-k(B_{x}^{2}+B_{y}^{2}+B_{z}^{2}).}
Espandendo e riarrangiando i termini, 
{\displaystyle {\begin{aligned}\nabla ^{2}|\mathbf {B} |^{2}&=\nabla ^{2}(B_{x}^{2}+B_{y}^{2}+B_{z}^{2})\\&=2\left(|\nabla B_{x}|^{2}+|\nabla B_{y}|^{2}+|\nabla B_{z}|^{2}+B_{x}\nabla ^{2}B_{x}+B_{y}\nabla ^{2}B_{y}+B_{z}\nabla ^{2}B_{z}\right)\end{aligned}}}
ma dato che i laplaciani delle singole componenti del campo magnetico sono nulli, 
{\displaystyle \nabla ^{2}|\mathbf {B} |^{2}=2\left(|\nabla B_{x}|^{2}+|\nabla B_{y}|^{2}+|\nabla B_{z}|^{2}\right);}
e poiché il quadrato di un'intensità è sempre positivo,
{\displaystyle \nabla ^{2}|\mathbf {B} |^{2}\geq 0.}
Come detto sopra, ciò significa che il laplaciano dell'energia di un materiale paramagnetico non può mai essere positiva (niente levitazione stabile), e il laplaciano dell'energia di un materiale diamagnetico non può mai essere negativo (niente instabilità in ogni direzione).
In più, poiché l'energia nel caso di un dipolo di una data intensità (ferromagnetico) allineato al campo esterno è pari alla radice quadrata della suddetta energia, vi si applica la medesima analisi.

### Laplaciani delle singole componenti di un campo magnetico
Verrà qui dimostrato che il laplaciano di ogni singola componente di un campo magnetico è zero.  Questo fa capire la necessità di invocare le proprietà dei campi magnetici per cui la divergenza di un campo magnetico è sempre zero, e il rotore è zero nel vuoto (ossia, in assenza i correnti o di campi elettrici variabili). Per una discussione più approfondita di queste proprietà dei campi magnetici, si vedano le equazioni di Maxwell.
Si consideri il laplaciano della componente {\displaystyle x} del campo magnetico:
{\displaystyle {\begin{aligned}\nabla ^{2}B_{x}&={\partial ^{2}B_{x} \over \partial x^{2}}+{\partial ^{2}B_{x} \over \partial y^{2}}+{\partial ^{2}B_{x} \over \partial z^{2}}\\&={\partial  \over \partial x}{\partial  \over \partial x}B_{x}+{\partial  \over \partial y}{\partial  \over \partial y}B_{x}+{\partial  \over \partial z}{\partial  \over \partial z}B_{x}\end{aligned}}}
Poiché il rotore di {\displaystyle \mathbf {B} } è nullo, {\displaystyle \scriptstyle {\partial B_{x} \over \partial y}\,=\,{\partial B_{y} \over \partial x},} e {\displaystyle \scriptstyle {\partial B_{x} \over \partial z}\,=\,{\partial B_{z} \over \partial x},} perciò abbiamo
{\displaystyle \nabla ^{2}B_{x}={\partial  \over \partial x}{\partial  \over \partial x}B_{x}+{\partial  \over \partial y}{\partial  \over \partial x}B_{y}+{\partial  \over \partial z}{\partial  \over \partial x}B_{z}.}
Ma, dato che {\displaystyle B_{x}} è continuo, l'ordine di differenziazione non ha importanza, il che dà
{\displaystyle \nabla ^{2}B_{x}={\partial  \over \partial x}\left({\partial B_{x} \over \partial x}+{\partial B_{y} \over \partial y}+{\partial B_{z} \over \partial z}\right)={\partial  \over \partial x}(\nabla \cdot \mathbf {B} ).}
La divergenza di {\displaystyle \mathbf {B} } è nulla, {\displaystyle \scriptstyle \nabla \cdot \mathbf {B} =0}, quindi
{\displaystyle \nabla ^{2}B_{x}={\partial  \over \partial x}(\nabla \cdot \mathbf {B} )=0.}
Il laplaciano della componente {\displaystyle y} {\displaystyle \scriptstyle B_{y}} e il laplaciano della componente {\displaystyle z} {\displaystyle \scriptstyle B_{z}} si calcolano analogamente. In alternativa, si può usare l'identità {\displaystyle \scriptstyle \nabla ^{2}\mathbf {B} =\nabla (\nabla \cdot \mathbf {B} )-\nabla \times \left(\nabla \times \mathbf {B} \right)}, dove entrambi i termini tra parentesi scompaiono.